# Gmina Łopiennik Górny

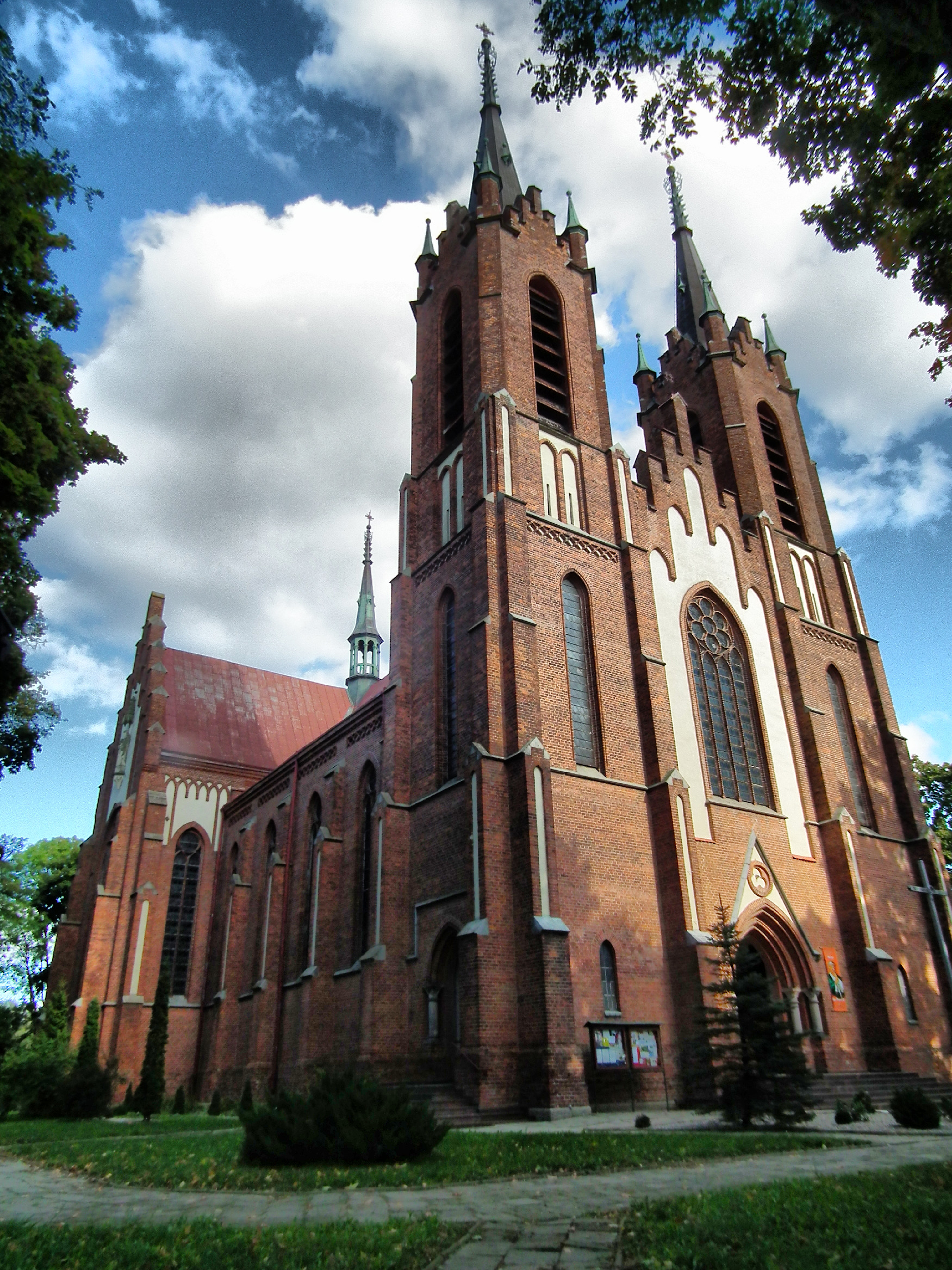
Neugotische Hallenkirche Św. Bartłomieja im Ortsteil Łopiennik Nadrzeczny

Die Gmina Łopiennik Górny ist eine Landgemeinde im Powiat Krasnostawski der Woiwodschaft Lublin in Polen. Ihr Sitz ist das gleichnamige Dorf mit etwa 560 Einwohnern. 71 % der Gemeindefläche sind Ackerland, 20 % Wald.

## Gemeinde
Zur Landgemeinde Łopiennik Górny gehören folgende 15 Ortschaften mit einem Schulzenamt:
Borowica
Dobryniów
Dobryniów-Kolonia
Gliniska
Krzywe
Łopiennik Dolny
Łopiennik Dolny-Kolonia
Łopiennik Górny
Łopiennik Nadrzeczny
Łopiennik Podleśny
Majdan Krzywski
Nowiny
Olszanka
Wola Żulińska
Żulin

## Lage
Łopiennik Górny liegt im Einzugsgebiet des Weichsel-Zuflusses Wieprz, der die nordöstliche Gemeindegrenze bildet. Die Droga krajowa 17 von Warschau über Lublin nach Krasnystaw (und weiter an die ukrainische Grenze) durchzieht zwischen Piaski und Krasnystaw die Gemeinde.